# قلعه افضل‌آباد
قلعه افضل‌آباد مربوط به دوره صفوی - دوره قاجار است و در شهرستان خوسف، روستای کلاته عرب واقع شده و این اثر در تاریخ ۲۳ شهریور ۱۳۸۲ با شمارهٔ ثبت ۱۰۱۹۹ به‌عنوان یکی از آثار ملی ایران به ثبت رسیده‌است.